# Leo Franco
Leonardo Noeren Franco (San Nicolás, 1977. május 20. –) argentin labdarúgó, edző.